# 強羅
強羅（ごうら）は、神奈川県足柄下郡箱根町の大字。強羅温泉や強羅公園で知られる。

## 地理
足柄下郡箱根町の東部に位置し、箱根町二ノ平、小涌谷、仙石原、宮城野および小田原市久野（くの）と隣接する。北部を早川が流れ、中央部に小田急箱根鉄道線（箱根登山電車）が走る。

### 山
- 明神ヶ岳

### 河川
- 早川

## 歴史
- 1912年（明治45年） - 小田原電気鉄道（小田急箱根の前身）が強羅一帯で温泉付き別荘地を開発、販売開始[6]。
- 1914年（大正3年） - 強羅公園開園。
- 1919年（大正8年）6月1日 - 小田原電気鉄道の箱根湯本駅 - 強羅駅開通に伴い強羅駅開業。
- 1921年（大正10年） - 箱根大文字焼が始まる。強羅駅 - 早雲山駅間にケーブルカー開通。
- 1953年（昭和28年）7月26日 - 早雲山で地すべりが発生、土塊が土石流となって須沢に沿って強羅地区へ流下。死者13名、負傷者15名[7]。
- 2019年（令和元年）10月12日 - 令和元年東日本台風により約400世帯が停電。道路や箱根登山鉄道（現在の小田急箱根）、温泉施設の配湯管が土砂災害のため各所で寸断[8]。
- 2020年（令和2年）7月23日 - 前年の土砂災害により不通となっていた箱根登山鉄道の営業運転が再開[9]。

## 世帯数と人口
2020年（令和2年）10月1日現在（国勢調査）の世帯数と人口（総務省調べ）は以下の通りである。
| 大字 | 世帯数  | 人口  |
| ---- | ------- | ----- |
| 強羅 | 571世帯 | 822人 |

### 人口の変遷
国勢調査による人口の推移。
| 年                 | 人口  |
| ------------------ | ----- |
| 1995年（平成7年）  | 1,566 |
| 2000年（平成12年） | 1,282 |
| 2005年（平成17年） | 1,040 |
| 2010年（平成22年） | 967   |
| 2015年（平成27年） | 685   |
| 2020年（令和2年）  | 822   |

### 世帯数の変遷
国勢調査による世帯数の推移。
| 年                 | 世帯数 |
| ------------------ | ------ |
| 1995年（平成7年）  | 883    |
| 2000年（平成12年） | 713    |
| 2005年（平成17年） | 612    |
| 2010年（平成22年） | 578    |
| 2015年（平成27年） | 390    |
| 2020年（令和2年）  | 571    |

## 事業所
2021年（令和3年）現在の経済センサス調査による事業所数と従業員数は以下の通りである。
| 大字 | 事業所数  | 従業員数 |
| ---- | --------- | -------- |
| 強羅 | 153事業所 | 1,484人  |

### 事業者数の変遷
経済センサスによる事業所数の推移。
| 年                 | 事業者数 |
| ------------------ | -------- |
| 2016年（平成28年） | 171      |
| 2021年（令和3年）  | 153      |

### 従業員数の変遷
経済センサスによる従業員数の推移。
| 年                 | 従業員数 |
| ------------------ | -------- |
| 2016年（平成28年） | 1,595    |
| 2021年（令和3年）  | 1,484    |

## 交通

### 鉄道
- 小田急箱根
  - 鉄道線（箱根登山電車）：強羅駅
  - 鋼索線（箱根登山ケーブルカー）：強羅駅 - 公園下駅 - 公園上駅 - 中強羅駅 - 上強羅駅 - 早雲山駅

### バス
- 箱根登山バス
- 伊豆箱根バス

### 道路
- 国道1号

## 施設
- 強羅公園
- 箱根美術館
- 強羅温泉

## その他

### 日本郵便
- 郵便番号 : 250-0408[3]（集配局 : 箱根宮ノ下郵便局[17]）。